# کنایچیرو توکورا
کنایچیرو توکورا (ژاپنی: 戸倉 健一郎؛ زادهٔ ۳۱ مهٔ ۱۹۷۱) یک بازیکن فوتبال اهل ژاپن است.
از باشگاه‌هایی که در آن بازی کرده‌است می‌توان به باشگاه فوتبال توکیو وردی، باشگاه فوتبال کاوازاکی فرونتال، باشگاه فوتبال گامبا اوساکا، باشگاه فوتبال کیوتو سانگا و باشگاه فوتبال شونان بلمار اشاره کرد.